# Амир-Энтезам, Аббас
Аббас Амир-Энтезам (перс. عباس امیرانتظام‎, 18 августа 1932, Тегеран — 12 июля 2018, Тегеран) — иранский политик, занимавший пост заместителя премьер-министра во временном правительстве Мехди Базаргана в 1979 году. В 1981 году он был приговорён к пожизненному заключению по обвинению в шпионаже в пользу США. Критики полагают, что это обвинение было прикрытием для возмездия за его раннюю оппозицию теократическому правительству в Иране. Он был «политическим заключённым, удерживаемым дольше всех в Исламской Республике Иран». По словам Фарибы Амини, по состоянию на 2006 год он «находился в тюрьме 17 лет». В июле 2018 года он умер, отбывая пожизненное заключение, отсидев более 38 лет в качестве политзаключённого.

## Ранние годы и образование
Энтезам родился в Тегеране в 1932 году, в семье, принадлежащей к среднему классу. Он изучал электромеханику в Тегеранском университете и окончил его в 1955 году.
В 1956 году Энтезам покинул Иран, чтобы учиться в Институте ASTEF (Париж). Затем он отправился в США и получил последипломное образование в Калифорнийском университете в Беркли.

## Карьера
После окончания учёбы он остался в США и работал предпринимателем.
Около 1970 года мать Энтезама умирала, и он вернулся в Иран, чтобы быть рядом с ней. Из-за его прежней политической деятельности разведывательная служба шаха не разрешила ему вернуться в США. Он остался в Иране, женился, стал отцом и развивал бизнес в партнёрстве со своим другом и наставником Мехди Базарганом. Базарган назначил его главой политбюро Движения за свободу Ирана в декабре 1978 года, заменив Мохаммада Тавасоли. В 1979 году шах был свергнут в результате исламской революции. Революционный лидер аятолла Хомейни, недавно вернувшийся в Иран, назначил Базаргана премьер-министром временного революционного правительства. «Базарган просит Энтезама стать заместителем премьер-министра и официальным представителем нового правительства».
Согласно сайту Энтезама: «Следуя приказу премьер-министра, Энтезам намеревается восстановить отношения между США и постреволюционным Ираном. Он сохраняет дипломатические контакты с посольством США, выступая за нормализацию отношений между двумя странами».

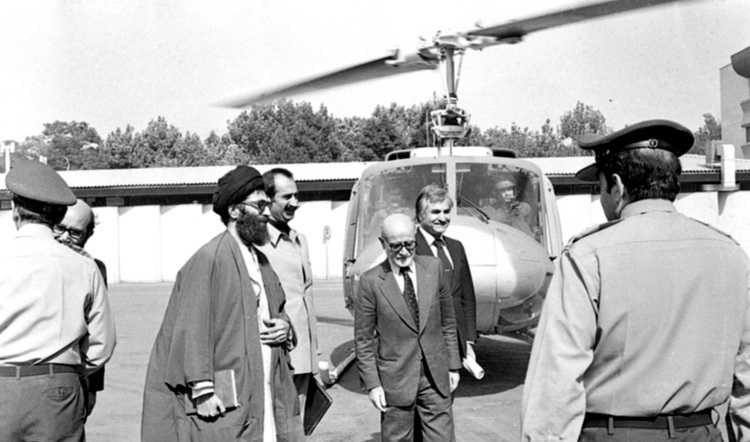
Энтезам с Базарганом, Форухаром и Али Хаменеи

Находясь на посту заместителя премьер-министра в апреле 1979 года, Энтезам активно выступал за увольнение армейских офицеров в звании бригадного генерала. В 1979 году Энтезаму «удалось добиться того, чтобы большинство членов кабинета министров подписали письмо против Совета экспертов», разрабатывавшего новую теократическую конституцию, в которой демократические органы были подчинены клерикальным органам. Его теократические оппоненты выступили против него, и в августе 1979 года Базарган «назначил Энтезама послом Ирана в Швеции».

## Заключение
В декабре 1979 года иранские власти направили Энтезаму, служившему послом в Швеции, письмо от министра иностранных дел Садека Готбзаде (на самом деле это было поддельное письмо заместителя министра иностранных дел Камаля Харази, который был близок к клерикалам и позже стал министром иностранных дел), с просьбой быстро вернуться в Тегеран. Хотя министр иностранных дел Швеции предупредил Амира-Энтезама о заговоре против него, тот вернулся в Иран. По возвращении в Тегеран он был арестован из-за обвинений, основанных на некоторых документах, полученных в результате захвата посольства США, и приговорён к пожизненному заключению. Он был освобождён в 1998 году, но менее чем через 3 месяца был вновь арестован из-за интервью ежедневной газете «Тоус», одной из реформистских газет того времени.
В контрабандных письмах Энтезам сообщал, что трижды ему завязывали глаза и отправляли в камеру казни — один раз его держали «там два полных дня, пока имам обдумывал свой смертный приговор». Он провёл 555 дней в одиночном заключении, а также в камерах, «настолько переполненных, что заключенные спали по очереди на полу — каждому человеку было нормировано три часа сна каждые 24 часа». Во время заключения Энтезам получил необратимое повреждение уха, деформацию позвоночника и различные кожные заболевания.

## Смерть
Энтезам умер от сердечного приступа в Тегеране 12 июля 2018 года. На следующий день он был похоронен на кладбище Бехешт-э-Захра, а погребальную молитву возглавил сын аятоллы Монтазери. 

## Награды и почести
- Премия Бруно Крайского[англ.] (1998)
- Премия Яна Карского за моральное мужество (2003)